# Xã Elmwood, Quận Golden Valley, Bắc Dakota
Xã Elmwood (tiếng Anh: Elmwood Township) là một xã thuộc quận Golden Valley, tiểu bang Bắc Dakota, Hoa Kỳ. Năm 2010, dân số của xã này là 18 người.